# Santo Tomé (Santa Fé)

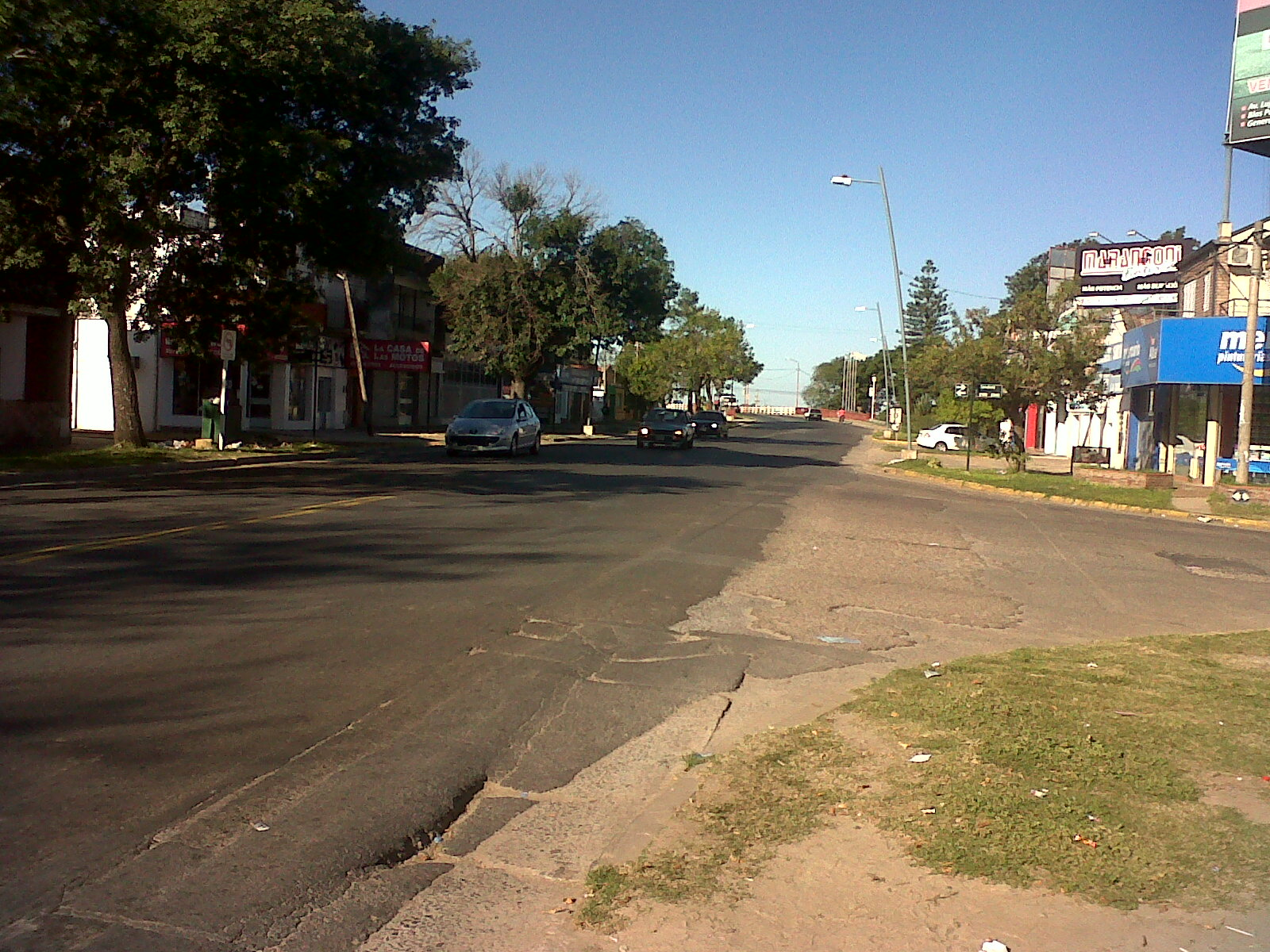
Avenida 7 de Marzo de Santo Tomé

Santo Tomé é um município de 1ª categoria da província de Corrientes, na Argentina e capital do departamento homônimo. Possui 22.634 habitantes (2001).